# Metropina richteri
Metropina richteri är en tvåvingeart som beskrevs av Steyskal 1972. Metropina richteri ingår i släktet Metropina och familjen Pyrgotidae.
Artens utbredningsområde är Etiopien. Inga underarter finns listade i Catalogue of Life.